# Elsäkerhetslagen
Elsäkerhetslagen är en svensk lag, som trädde i kraft den 1 juli 2017 och syftar till att främja hög elsäkerhet och minska risker för att el orsakar personskada eller sakskada.
I elsäkerhetslagen ingår nya bestämmelser om elinstallationsarbete tillsammans med de nuvarande bestämmelserna
om elsäkerhet i ellagen (1997:857) och bestämmelser om skadestånd.

## Elinstallationsarbete
Alla företag som utför elinstallationsarbete ska enligt elsäkerhetslagen ha en auktoriserad elinstallatör och ett egenkontrollprogram
som säkerställer att arbetet utförs på rätt sätt och av personer med rätt kompetens. Företag som utför elinstallationsarbete på
någon annans anläggning måste anmäla sin verksamhet till tillsynsmyndigheten (Elsäkerhetsverket).
Elsäkerhetsverket ska enligt elsäkerhetslagen besluta om auktorisation för elinstallatörer efter ansökan. Bara personer med auktorisation som elinstallatör och personer som omfattas av ett företags egenkontrollprogram får utföra elinstallationsarbete, med vissa undantag.

### Författningstexter
- Elsäkerhetslagen (2016:732)